# Општина Ождула (Ковасна)
Ождула (рум. Ojdula) општина је у Румунији у округу Ковасна.
Oпштина се налази на надморској висини од 616 m.